# Ilja Semaka
Ilja Semaka (ur. 23 września 1866 w Berhomecie, zm. 4 stycznia 1929 w Prievidzy) – ukraiński polityk i działacz społeczny, brat Iwana i Jewhena.
Absolwent Uniwersytetu w Czerniowcach. Był nadradcą bukowińskiego Sądu Krajowego w Czerniowcach, działaczem Partii Narodowo-Demokratycznej. Poseł do austriackiego parlamentu w latach 1907–1918, jak również Sejmu Krajowego Bukowiny w latach 1911–1918.
Był członkiem Wydziału Krajowego Bukowiny, uczestniczył w działaniach Rady Ogólnoukraińskiej w Wiedniu w latach 1915–1916. Uczestniczył w przejęciu władzy na Bukowinie przez Zachodnioukraińską Republikę Ludową 6 listopada 1918.
Po zajęciu Bukowiny przez Rumunię wyemigrował do Czechosłowacji, gdzie pracował jako sędzia.